# 环境科学词汇表
本文旨在提供一份尽可能完整的环境科学相关的术语列表，按词汇对应的英文词组排序。

## 0-9
- 百年洪水

## A
- 非生物组分
- 吸收 (化学)
- 酸雨
- 好氧生物
- 气溶胶
- 造林——在之前没有树木覆盖的区域建立森林或树木群落
- 空气污染——环境污染问题
- 反照率
- 藻华
- 外来物种——通过人类活动有意或无意引入的物种
- 合金——由兩種以上元素，並且至少包含一種金屬元素所組成，具有金屬特性的物質
- 替代燃料
- 厌氧消化
- 无氧呼吸
- 原始森林
- 缺氧
- 人类对环境的影响
- 人智学——神秘主义者鲁道夫·施泰纳在20世纪初创立的哲学
- 水产养殖——人工饲养水生动植物
- 含水层
- 耕地——土地利用类型，为可种植农作物的土地
- 大气层——天體周圍的氣體層，由重力控制
- 自养生物——通常利用光能（光合作用）或無機化學反應（化學合成）由周圍環境中存在的簡單物質產生復雜有機化合物（例如碳水化合物，脂肪和蛋白質）的生物
- 废物最小化

## B
- 最佳实践——能够优化生产或管理实践的结果、减少出错可能性的方法或技术
- 生物累积
- 生物承载力
- 生物群落——在一定空间里，多种生物种群的集合称为群落。
- 生物降解——微生物分解有机物的过程
- 生物多样性——生物及其与环境形成的生态复合体，在基因、物种、生态系统等层次上和过程中的多样性与可变性
- 生物多样性银行
- 生物多样性抵消
- 生命元素
- 生物能源——通过生物的活动，将生物质、水或其他无机物转化为沼气、氢气等可燃气体，或乙醇、油脂类等化学能形式的可再生能源
- 生物燃料——利用生物質為原料造成的燃料
- 沼气
- 生物地球化学循环——由生物合成代谢以及矿化等非生物作用所引起的化学元素在地球的循环转换路径及过程
- 生物需氧量
- 生物害虫防治
- 生物质
- 生物群落区
- 生物物理
- 生物区域
- 生物修复——生物技术
- 生物固体
- 生物圈——所有生態系統的全球總和
- 生物潜能
- 生物组分
- 出生率——单位时间内出生个体占种群大小的比例
- 黑水 (污水)
- 蓝色经济
- 棕地
- 布伦特兰委员会

## C
- 卡路里——能量单位
- 热值
- 癌症——侵犯其他组织的恶性增生细胞
- 毛细作用——在一些半径不大于液体弯月面曲率半径的毛细管中发生的液体自动升降的现象
- 拼车
- 碳预算
- 碳信用
- 碳循环——自然界中有机和无机含碳化合物在生物和非生物的作用下，发生一系列相互转化的生物及地球化学过程
- 二氧化碳——無機化合物
- 碳足迹
- 碳中和——通过“抵消”或从大气中去除等量的碳来平衡温室气体排放量，以达到净碳足迹为零的状态
- 碳汇——碳匯是一個吸收和儲存大量二氧化碳（CO2）比釋放多的系統，能夠減少大氣中CO2的含量並有助於緩解氣候變遷的影響。自然碳匯包括森林、海洋、土壤、凍土等，通過光合作用和化學過程分別吸
- 碳税
- 致癌物——某些条件下能使正常细胞转化为肿瘤细胞的物质或因素
- 环境承载力
- 氯氟烃
- 清洁生产
- 皆伐
- 气候——地球上某一地区各种天气状况的综合表述
- 气候变化
- 气候变化缓解——限制气候变化的行动，以减少全球变暖风险
- 气候韧性
- 热电联产
- 合作住宅
- 工商业废物
- 复杂系统
- 堆肥——分解和回收的有机物质成为肥料和土壤调理剂的过程
- 承压含水层
- 炫耀性消费——消费类型
- 建筑拆除废物
- 消费者——最终获得商品或服务的个人或群体，他们支付了财物并消耗了他人生产的商品或服務
- 消费——购买并使用商品或服务
- 企业社会责任——企業自律的形式融入商業模式
- 临界负荷
- 作物系数
- 轮作——在同一田块有顺序地在年度间轮换种植不同作物或不同作物种植组合模式的种植方式
- 原油——天然存在的易燃液體
- 文化干扰——文化干擾透過反消費主義的社會運動,擾亂或破壞主流的文化媒體和機構，通常包括企業廣告及政府文宣，的一種文化反制戰術。它試圖以“揭露統治權利的方法”來吸引大眾社會覺醒，以促進
- 涵洞——铁路、公路等下穿的通道
- 气旋——圍繞低壓中心形成的大尺度渦旋

## D
- 滴滴涕——化合物
- 分解者
- 森林砍伐
- 去物质化 (经济学)
- 海水淡化
- 沙漠——寬闊平坦的荒漠區域
- 荒漠化——由于气候变化和人类活动等因素造成的干旱、半干旱地区或半湿润地区的土地退化
- 食碎屑动物
- 碎屑
- 发展中国家——相對於其他國家而言生活水準較低的國家
- 环境设计
- 制造设计 (Design for Manufacturing)
- 安全设计 (Design for Safety)
- 综合设计 (Design for X)
- 可转移资源
- 下游 (制造业)
- 排水系统
- 水位下降 (水文学)
- 疏浚——行动
- 饮用水——可以安全饮用的水
- 滴灌——利用管道系统把灌溉水送到作物根部附近，通过滴头缓慢地滴到作物根区的土层中，使周围土壤经常保持在适宜于作物生长的最优水分状态的灌水技术
- 驱动因子 (生态学)
- 干旱——通常指某一区域由于较长时期的降水不足，导致区域内可利用水量发生亏缺，不能满足生态环境和人类的生存及经济活动需求的气候现象

## E
- 生态标签
- 生态赤字——生态足迹与生物承载力的差值
- 生态工程
- 生态足迹
- 生态位——生物在生态系统或群落中的功能、地位以及与其他生物之间的营养关系
- 生态演替
- 生态学——研究生物间及生物与非生物环境间相互关系的学科
- 外部性——經濟學名詞
- 生态区
- 生态系统边界
- 生态系统服务
- 生态系统——在一定空间范围内，所有生物与其环境之间由于不断进行物质循环和能量流动而形成的相互作用、相互依存的统一整体
- 电子废弃物回收
- 废水
- 厄尔尼诺现象——在太平洋發生的氣候現象
- 排放标准
- 排放交易
- 废气——环境污染问题
- 濒危物种——世界自然保護聯盟（IUCN）在評估生物的生存現狀時所使用的一個等級
- 能源——可利用的能量來源
- 能源审计
- 能源需求管理
- 能量回收
- 厄尔尼诺-南方涛动
- 环境伦理学
- 环境指标
- 环保运动——保護自然環境的做法
- 环境科学——研究人类与环境相互作用的跨学科领域
- 流行病学——研究健康与疾病状况的模式、成因、发展、分布及影响的学科
- 侵蚀
- 河口——河流的终点
- 富营养化——人类活动带来的营养物质大量进入水体，导致藻类和其他浮游生物过度生长，破坏水体生态平衡，进而引起水质恶化及景观破坏
- 蒸发
- 蒸散
- 电子废弃物
- 外部性——經濟學名詞
- 灭绝事件
- 灭绝——在一个分类单元最后一个成员死亡时生物物种的消失现象

## F
- 反馈——概念
- 生育率——一生中女性平均生育的孩子數
- 肥料——施用于土壤或植物的天然或合成来源的材料，以提供必需营养素
- 食物链——生态系统中由一系列线性链接组成的食物网络，通常以自养生物（如植物或藻类）或生产者为起点，并通常以顶端捕食者为终点
- 粮食安全——糧食安全是指所有人在任何時候都能在物質、社會和經濟上獲得充足、安全和富有營養的糧食，以滿足其積極和健康生活的膳食需求和食物偏好。
- 足迹
- 森林——高密度树木的区域
- 化石燃料——由自然过程形成的燃料，如埋在地下的死亡生物体的厌氧分解
- 古地下水
- 氟利昂——科慕公司制冷剂商标名称
- 淡水——鹽度相對較低的水

## G
- 八国集团——国际组织
- 盖亚假说——认为地球生物圈就像一个活的有机体，在生命与环境的相互作用之下会自我调节改变环境条件，使地球适合生命持续生存与发展的假说
- 基因库——同一种群中全部个体所含有的全部基因的集合
- 基因——一段含有特定遗传信息的脱氧核糖核酸（DNA）或核糖核酸（RNA）序列，是遗传的基本单位
- 遗传多样性
- 温室效应——令行星暖化的大氣層效應
- 温室气体——大气中能够吸收红外辐射并将其散发回地球表面的气体的统称
- 绿肥——綠肥在農業中，利用綠肥作物通過翻犛入土壤中作為肥料，或用來改善土壤以增加土壤肥力。
- 绿色革命
- 地下水——地面下的水
- 基因工程——在分子水平上对基因进行操作，以达到改变物种遗传特征的技术总称
- 基因组——包含在生物DNA中的全部遺傳信息
- 地热能
- 经济全球化
- 全球变暖潜势
- 全球变暖——自19世紀後期以來，地球大氣和海洋的平均溫度上升，以及預計的持續性
- 全球化——一种社会状态或一组动态的社会进程，即世界范围内经济、政治、文化、环境等的一体化关联或整合
- 草甘膦——化合物
- 治理
- 太平洋垃圾带
- 绿色建筑——設計時考量減低環境與資源耗費的建築
- 绿色电力
- 绿色产品
- 绿色废弃物
- 绿色——顏色
- 漂绿
- 灰水——生活污水是僅次於工業廢水的主要污染源

## H
- 栖息地——一类生物在其生活的地域内赖以生存和繁衍的各种环境因子的总称
- 大件垃圾
- 热能
- 除草剂——用于防除或控制杂草生长的一类农药
- 异养生物——通过摄取食物来维持其个体生长发育的生物
- 层级
- 马力——功率單位
- 稳态
- 住宅能耗
- 腐殖质——有机土壤
- 碳氢化合物——有機化合物
- 水力发电——運用水的勢能轉換成電能的發電方式
- 水循环——地球上水在蒸发和重力的作用下，以气态、液态和固态形式在陆地、海洋和大气间不断转移的过程
- 水圈

## I
- 焚烧
- 指示物种——可用于评估环境状况的生物物种或指标
- 工业化农业
- 工业革命——18世紀中期至19世紀初; 第一次工業革命演變成1840年至1870年間過渡時期的第二次工業革命
- 环境指标
- 产业生态学
- 杀虫剂
- 集成产品生命周期管理
- 代际公平
- 政府间气候变化专门委员会
- 灌溉

## J
- 焦耳——國際單位制的能量、功、熱量單位

## K
- 路边回收
- 关键种
- 京都议定书——減少溫室氣體排放的國際條約

## L
- 土地利用——根據土地上可以建造什麼以及土地可以用來做什麼來描述土地
- 垃圾填埋场
- 淋溶
- 岩石圈
- 产品生命周期
- 生命周期分析
- 壤土——壤土
- 低密度聚乙烯——化合物
- 低熵能源

## M
- 岩浆
- 粪肥——有机物，主要来自动物粪便，用作农业肥料
- 海洋塑料污染——塑料所造成的海洋環境污染
- 材料识别
- 物料回收设施
- 微生物
- 微塑料
- 减缓层级 (避免-最小化-修复-补偿)
- 单一栽培——種植單一植物的農場
- 蒙特利尔议定书——关于保护臭氧层的环境保护协议
- 死亡率——人口指标

## N
- 基于自然的解决方案 (nature-based solutions, NbS)
- 自然资本
- 自然资源——天然存在且具有利用价值的自然诸要素
- 自然选择——個人差異生存和繁殖的進化機制
- 镍镉电池——一种蓄电池
- 噪音污染
- 免耕农业
- 有色金属——工业上对金属的分类
- 非政府组织——獨立於任何政府，通常為幫助所需幫助對象而建立的組織
- 营养物质——生物生存生長所需物質

## O
- 海洋酸化——因化学反应导致海水酸性上升的现象
- 大洋洲——地理区域包括澳大利亚、美拉尼西亚、密克罗尼西亚和波利尼西亚
- 原始林
- 杂食动物
- 有机农业
- 有机园艺
- 有机质

## P
- 持久性有机污染物
- 杀虫剂
- 光合作用——绿色植物、藻类和蓝细菌利用光能将二氧化碳和水等无机物合成为碳水化合物等有机物，并释放氧气的过程
- 浮游动物
- 浮游植物
- 浮游生物——以悬浮状态生活在水中的水生生物的统称
- 塑料——材質
- 污染者付费原则
- 聚对苯二甲酸乙二醇酯——生活中常见的一种树脂
- 聚丙烯  (PP)
- 聚苯乙烯——聚合物
- 聚氯乙烯 (PVC)
- 消费后材料/废物
- 预防原则——强调立足于预防，尽可能事前预测和防范可能产生的危害和风险
- 降水
- 消费前材料/废物
- 指定废物与指定工业废物
- 初级生产力——通过光合作用等过程，将大气或水溶液中的二氧化碳合成为有机化合物
- 生产者——通常利用光能（光合作用）或無機化學反應（化學合成）由周圍環境中存在的簡單物質產生復雜有機化合物（例如碳水化合物，脂肪和蛋白質）的生物
- 产品监管
- 生产力
- 热解

## R
- 辐射强迫——氣候變化的因素引起的大氣能量通量變化
- 雨水花园
- 雨水收集
- 牧场
- 原材料
- 再生水
- 回收材料
- 回收率
- 可回收物
- 再生料含量
- 再生材料
- 再生水
- 回收利用
- 再造林
- 可再生能源
- 可再生能源证书
- 残余废物
- 资源回收——將材料用於新產品以防止浪費潛在有用的材料
- 呼吸 (生理学)
- 风险——由危险源及不利因素所可能导致的某种特定不良事件

## S
- 盐度
- 部门——政府專責機構
- 沉积物
- 自组织
- 化粪池——废水基本处理方法（现场）
- 污水
- 简朴生活
- 慢食运动
- 土壤酸化
- 土壤结构
- 太阳能——能源
- 太阳能发电
- 固体工业废物
- 固体惰性废物
- 固体废物
- 废物分类
- 比热容
- 稳态
- 雨水——二十四節氣之一
- 生活污水——生活污水是僅次於工業廢水的主要污染源
- 地表径流——地质学概念
- 悬浮固体
- 可持续性——满足人类长期需求、共存、未来发展的社会目标，通常包含环境、经济和社会三个维度
- 可持续发展——既能滿足我們現今的需求，又不損害子孫後代，同時能滿足他們的需求的發展模式。
- 可持续能源

## T
- 回收机制
- 生态阈值
- 表土——表层土壤，通常含有较高的有机质和微生物含量
- 总和生育率——一生中女性平均生育的孩子數
- 转运站——交通設施類型
- 转基因植物——以轉基因技術進化的農作物
- 三重底线  (经济-环境-社会)
- 涡轮机

## U
- 联合国——全球国际跨政府组织
- 上游 (石油工业)
- 城市热岛

## V
- 挥发性有机化合物

## W
- 废物——不需要的或不可用的用品
- 废热
- 废物分析
- 废物评估
- 废物审计
- 废物避免
- 废物因子
- 废物产生
- 废物管理
- 废物最小化
- 废物减量
- 废物流
- 废物处理
- 废水
- 水循环——地球上水在蒸发和重力的作用下，以气态、液态和固态形式在陆地、海洋和大气间不断转移的过程
- 水权
- 水足迹
- 集水
- 水质
- 水资源
- 用水限制
- 水处理
- 地下水位
- 天气——大氣層的狀態
- 风化——地理现象
- 福祉
- 湿地——土地面積永久或季節性飽和的水
- 白色家电
- 风能
- 风力涡轮机
- 功——描述力对物体作用空间积累的物理量，其大小等于力和其作用点位移的标积

## Z
- 零废弃——不产出垃圾，其核心概念为简化生活，不过度浪费、只消费必需品、减少垃圾产生及减少回收。